# 譚昇 (成化進士)
譚昪（1440年—？），字公照，雲南瀾滄衛官籍湖廣攸縣人，明朝政治人物。進士出身。

## 生平
北勝州學生，成化元年雲南鄉試第十名。成化二年（1466年）丙戌科會試第一百九十三名，殿試登進士第三甲第八十五名。授江西泰和县知县。

## 家族
曾祖父譚覺善。祖父譚武成。父亲譚信，曾任致仕百戶。母林氏。具庆下。兄谭暉，百户；谭曦。娶黄氏，继娶劉氏。